# Leah Rhodes
Leah Rhodes (* 21. Juli 1902 in Port Arthur, Texas; † 17. Oktober 1986 in Point Pleasant, West Virginia) war eine US-amerikanische Kostümbildnerin, die 1950 den Oscar für das beste Kostümdesign in dem Farbfilm Die Liebesabenteuer des Don Juan (1948) von Vincent Sherman erhielt.

## Leben
Leah Rhodes begann ihre Laufbahn als Kostümbildnerin bei Filmproduktionen 1939 mit dem Film The Monroe Doctrine von Crane Wilbur und wirkte im Laufe ihrer Karriere bei der Ausstattung von rund 80 Filmen mit. Bei der Oscarverleihung 1950 erhielt sie zusammen mit William Travilla und Marjorie Best den Oscar für das beste Kostümdesign für den 1948 entstandenen Film Die Liebesabenteuer des Don Juan von Vincent Sherman. Weitere bekannte Filme mit von ihr entworfenen Kostümen waren Tote schlafen fest (1946) von Howard Hawks, Der Fremde im Zug (1951) von Alfred Hitchcock, The Fox (1967) von Mark Rydell sowie der Spätwestern Rio Lobo (1970) von Howard Hawks.

## Filmografie (Auswahl)
- 1939: The Monroe Doctrine (Kurzfilm)
- 1943: Liebeslied der Wüste (The Desert Song)
- 1944: Janie
- 1944: Zwischen zwei Welten (Between Two Worlds)
- 1946: Tote schlafen fest (The Big Sleep)
- 1948: Die Liebesabenteuer des Don Juan (Adventures of Don Juan)
- 1949: Tritt ab, wenn sie lachen (Always Leave Them Laughing)
- 1949: Venus am Strand (The Girl from Jones Beach)
- 1950: Gesetzlos (Backfire)
- 1950: Zwischen zwei Frauen (Bright Leaf)
- 1950: Bezaubernde Frau (Tea for Two)
- 1950: Frauengeheimnis (Three Secrets)
- 1951: Der Fremde im Zug (Strangers on a Train)
- 1951: In all meinen Träumen bist Du (I'll See You in My Dreams)
- 1951: Come Fill the Cup
- 1951: Lightning Strikes Twice
- 1951: Bis zum letzten Atemzug (Only The Valiant)
- 1951: Dschingis Khan – Die goldene Horde (The Golden Horde)
- 1951: Das Zeichen des Verräters (Mark of the Renegade)
- 1952: Die schwarzen Reiter von Dakota (Bugles in the Afternoon)
- 1952: Vater werden ist nicht schwer (Room for One More)
- 1953: Auf verlorenem Posten (The Lone Hand)
- 1953: El Khobar – Schrecken der Wüste (The Desert Song)
- 1957: Vierzig Gewehre (Forty Guns)
- 1958: Rivalen (Kings Go Forth)
- 1965: Cowboy-Melodie (Tickle Me)
- 1967: The Fox
- 1968: Todfeinde (5 Card Stud)
- 1970: Rio Lobo